# Heßheim
Heßheim là một đô thị thuộc thuộc huyện Rhein-Pfalz, bang Rheinland-Pfalz,phía tây nước Đức. Đô thị này có diện tích 5,78 km², dân số thời điểm ngày 31 tháng 12 năm 2006 là 3041 người.
Đô thị này có cự ly khoảng 4 km về phía tây của Frankenthal.
Heßheim là thủ phủ của Verbandsgemeinde ("cộng đồng đô thị") Heßheim. 

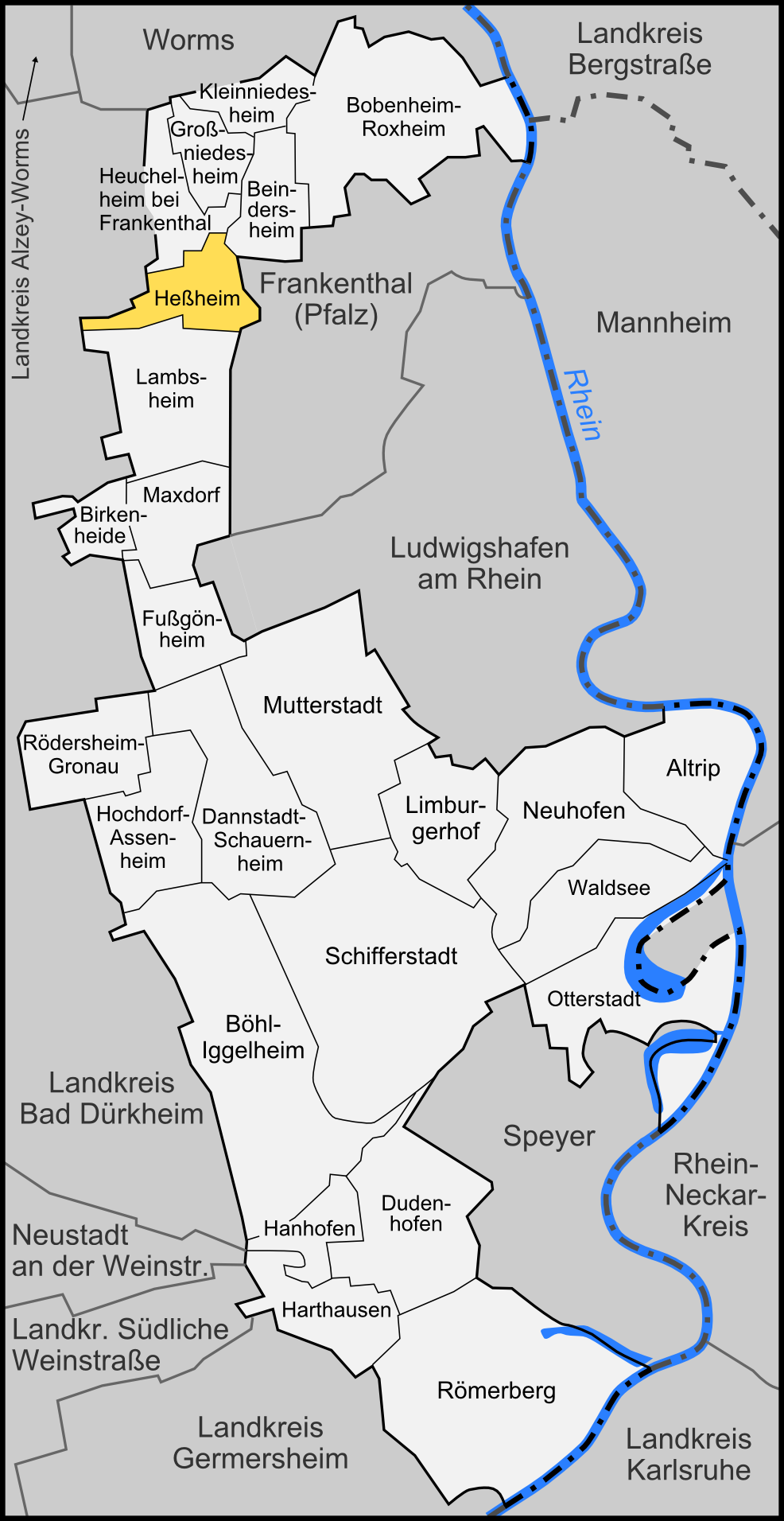